# Madeleine Lacourt
 Madeleine Lacourt , née à Reims le 31 décembre 1873 et décédée à Paris 14e le 1er janvier 1944, est une artiste peintre française spécialisée dans la peinture de fleurs.

## Œuvres

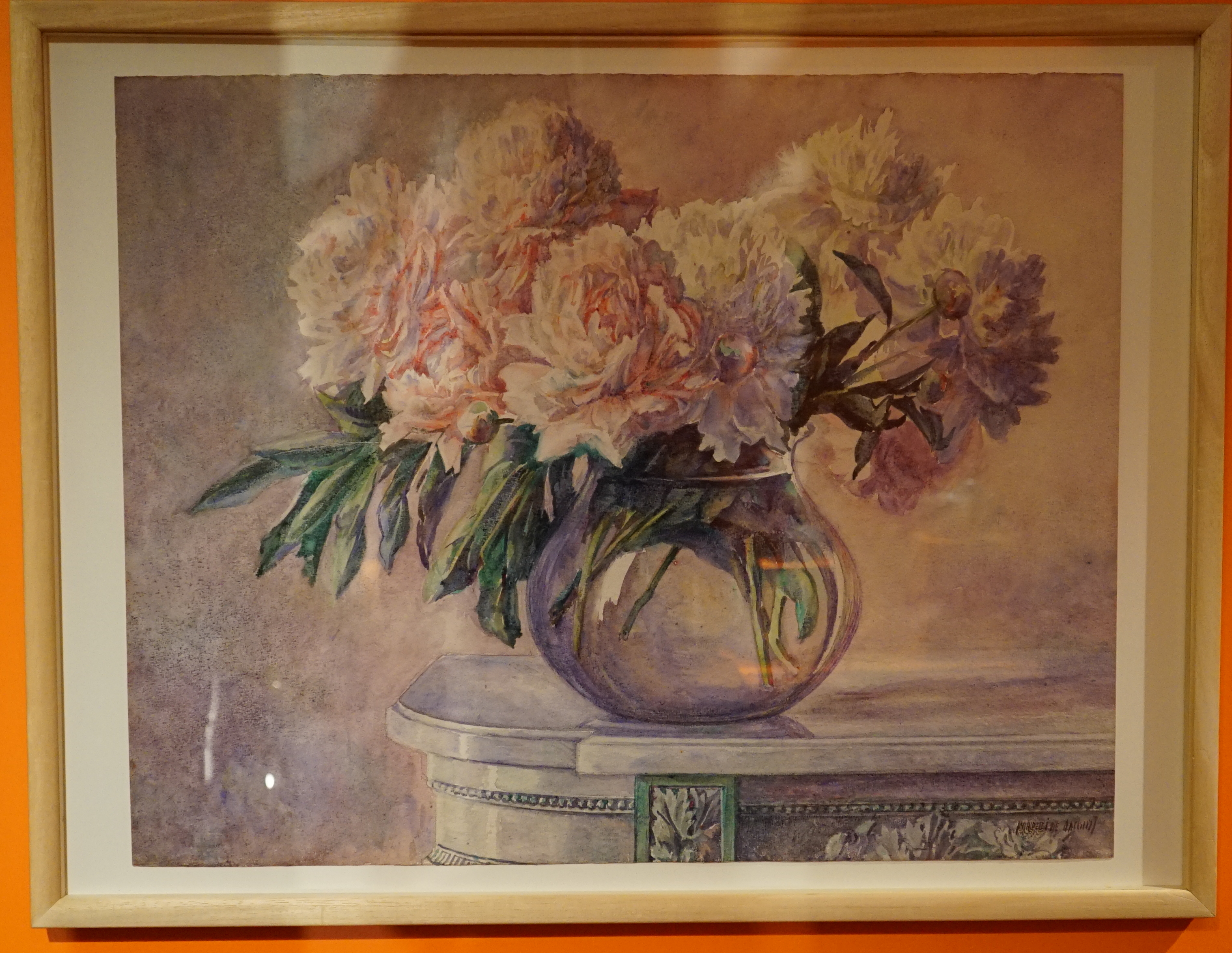
Pivoines.

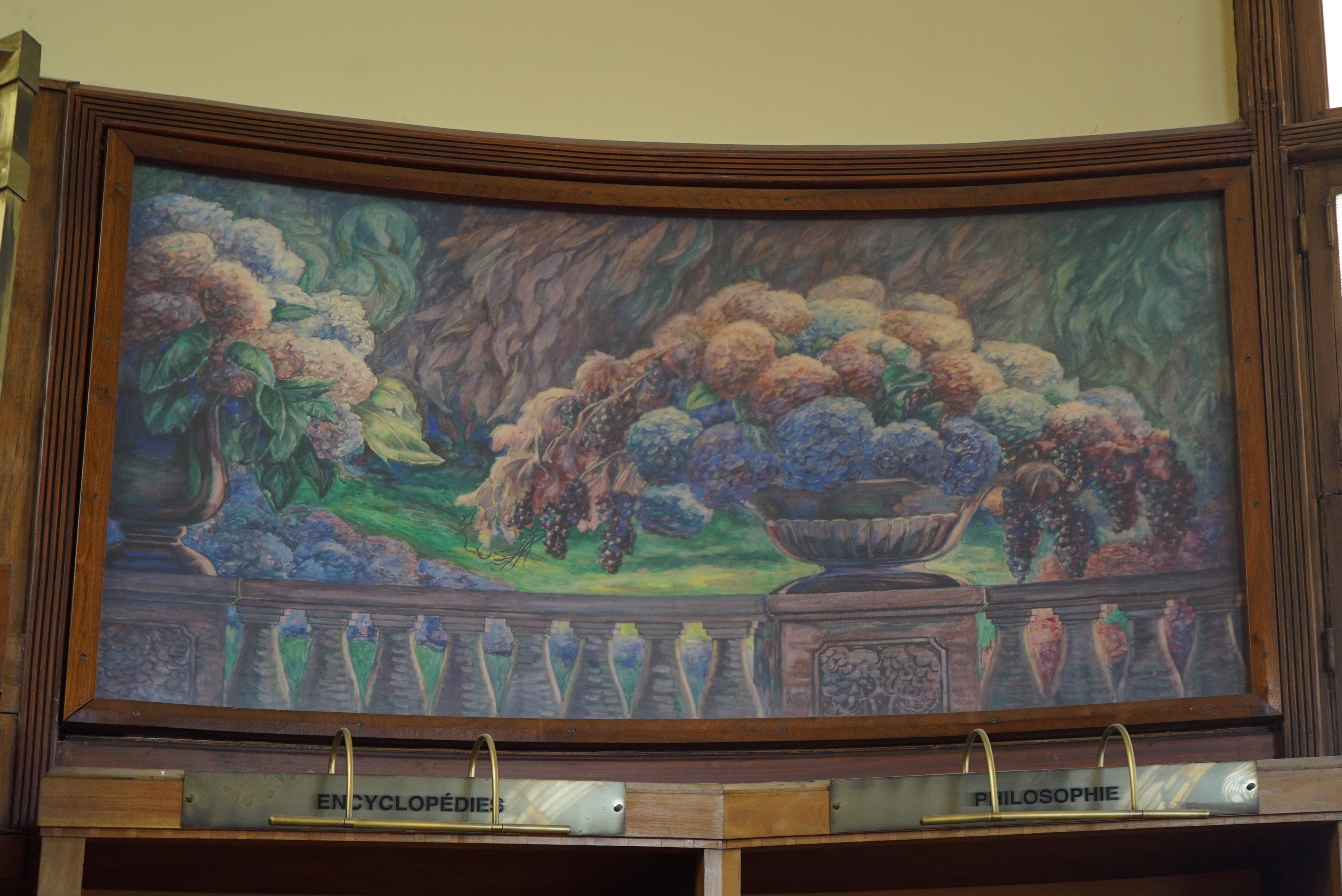
Dans la salle de lecture de Carnegie.

- Dans la salle de lecture de la Bibliothèque Carnegie à Reims, quatre aquarelles fleuries entre les baies[2],
- Chrysanthèmes[3],
- Pivoines[4],
- Bouquet de roses[5],
- Paysage Isère Chatte, dessin au crayon (1932)[6],
- Dalhias (1911)[3].